# Jovanka Marville
Jovanka Marville (ca. 1965) is een Zwitsers klavecinist en pianofortespeler

## Levensloop
Na eerst piano te hebben geleerd, volmaakte Marville zich op klavecimbel, onder de leiding van Christiane Jaccottet in Genève en van Johann Sonnleitner in Zürich. Ze leerde tevens de pianoforte te bespelen en gaf vervolgens heel wat concerten op dit instrument.
Marville beëindigde haar studies in 1986 met een Eerste prijs voor virtuositeit op klavecimbel. In 1989 behaalde ze de Derde prijs in het internationaal klavecimbelconcours georganiseerd in het kader van het Festival Musica Antiqua in Brugge.
Ze geeft de voorkeur aan optredens met kamerorkest, waarbij ze continuo speelt. Zo trad ze op met het Kamerorkest van Lausanne, met het Swiss Consort, met het Ensemble Vocal et Instrumental de Lausanne en met het Ensemble 415. Ze geeft ook concerten als soliste. Ze doceert klavecimbel aan het Conservatorium van Lausanne.
Ze is in het bezit van een Virginaal, kopie van een instrument door een bouwer van de familie Ruckers gemaakt, dat zich in het Museum van muziekinstrumenten in Brussel bevindt.

## Discografie
- Haar eerste opname was volledig gewijd aan werk van François Couperin en werd uitgevoerd op het prachtige Rückerklavecimbel van het Musée d'Art et d'Histoire van Neuchâtel (2007)
- Fitzwilliam Virginal Book, klavierwerken van William Byrd, Giles Farnaby, Jan Pieterszoon Sweelinck & John Bull

```
(2008).
```